# Stefan Gherghel
Ioan Gherghel (18 augustus 1978, Baia Mare, Maramureș) is een internationale vlinderslagzwemmer uit Roemenië. Gherghel vertegenwoordigde zijn vaderland op de Olympische Zomerspelen 2000 in Sydney, op de Olympische Zomerspelen 2004 in Athene en op de Olympische Zomerspelen 2008 in Peking. Op de Europese kampioenschappen zwemmen 2000 in Helsinki behaalde hij zijn eerste medaille (brons).